# Horní Černilov
Horní Černilov (německy Ober Tschernilow) je malá vesnice, část obce Libníkovice v okrese Hradec Králové. Nachází se asi 1 km na severozápad od Libníkovic. V roce 2009 zde bylo evidováno 13 adres. V roce 2001 zde trvale žilo 17 obyvatel.
Horní Černilov leží v katastrálním území Libníkovice o výměře 3,21 km2.